# エレファントカシマシ
エレファントカシマシ（英語: THE ELEPHANT KASHIMASHI、ELEPHANT KASHIMASHI）は、日本のロックバンド。レーベルはUNIVERSAL SIGMA。略称は「エレカシ」。

## 概要
音楽誌『ROCKIN'ON JAPAN』にて、「破格の新人衝撃のデビュー」の見出しで誌面に大々的に取り上げられる。ROCKIN'ON JAPANの編集長山崎洋一郎や渋谷陽一らに常に高く評価されている（ちなみにこの両名は『CHERRY BOYS』と称してポニーキャニオン以降のアルバムのクレジット欄にSpecial thanksとして記されることとなる）。
バンド名は、かしまし娘と、映画『エレファント・マン』のインパクト、音が気に入って遊び半分でつけられ、それ以上の意味はないような内輪ノリだったという。
アマチュア時代の楽曲を含むバンドのセルフタイトルが冠せられた1stアルバムは、ストレートかつオーソドックスなメロディーとサウンドであったが、2ndアルバム以降、政治への強い関心や、文学作品からの影響を受けた宮本の独裁的とも言える姿勢をより顕著にバンドの楽曲に反映させることになった。
打ち込み主体のオルタナティヴ・ロックや、インダストリアル・ロック、また緻密なアレンジのポップスといった方向への転換など、アルバムごとにサウンドの印象を大きく変化させ、実験的な試みを作品の制作に常に導入している。
日比谷野外音楽堂でのコンサートが定例行事となっており、1990年以来毎年行われていた（2021年のみ開催せず。2022年は開催）。公式ファンクラブは「PAO」。
影響を受けたミュージシャンは多く、2003年にはトリビュート・アルバム『花男』が発売された。
2012年、ボーカル・宮本浩次が急性感音性難聴を発症。宮本の病気療養のためバンドは1年間の活動休止を余儀なくされるが、翌年、野音で復活を果たす。2014年には、さいたまスーパーアリーナでのデビュー25周年記念 SPECIAL LIVEで1万4千人を動員した。
2017年、デビュー30周年記念、オールタイム・ベスト・アルバム『All Time Best Album THE FIGHTING MAN』をリリース。同時に結成以来初の47都道府県ツアーを敢行。年末に、悲願であったNHK紅白歌合戦出場を果たす。披露楽曲は「今宵の月のように」。
2019年2月21日、所属事務所をフェイスミュージックエンタテインメントからアミューズに移籍した事を発表（実際は1月31日付でフェイスミュージックエンタテインメントから退社したとファンクラブ会報などで発表しており、2月1日よりアミューズ所属となっている）。
2023年、二度目の「NHK紅白歌合戦」出場。披露楽曲は「俺たちの明日」。。
2024年3月31日、所属事務所アミューズとの契約満了。同年4月1日から株式会社elephantsがマネジメントを担う。

## メンバー
- 宮本浩次（みやもと ひろじ、1966年6月12日（59歳） - ）

東京都北区赤羽台出身。ボーカル&ギター担当。主な使用機材は「TANGEMAN STRAT」「N.Y LAB TELE」「Fender Stratocaster」「G&L ASAT Special 」「K.Yairi」。以前は「六絃（Rokugen）」「Gibson」「Journeyman」なども使用していた。身長170cm。血液型O型。愛称は「ミヤジ」。詳細は本人の項目を参照。
- 石森敏行（いしもり としゆき、1967年3月18日（58歳） - ）

東京都北区赤羽育ち。ギターを担当。主な使用機材は「Gibson Les Paul」「Gibson ES-335」「Fender Stratocaster」「Fender Telecaster」「moon TELE」「Alvarez Yairi」「Gibson EDS-1275」。
愛称は「石君(いしくん)」。
宮本との共作クレジットは、ガンダーラコンビネーション。
宮本・冨永とは北区立赤羽台中学校1年6組のクラスメイト。
宮本と石森は入学式の当日に仲良くなり、一緒に下校したと語っている。
デビュー当初は宮本と同じくらい話すキャラであったが、EPIC時代後期から口数が少なくなったらしい。
宮本と特に仲がよく、ライブやTV出演時において宮本に一番いじられる。叩かれたり罵られたりと不条理な扱いを受けることが多いが、決して怒らず笑っている。ツアー先や合宿先ではよく一緒に美術館に行ったり散歩などに出掛けている。宮本は頻繁に石森の家を訪問するという。宮本によると「表情だけで何を考えているか分かる」「相棒」。
宮本に心酔しており、尊敬する人物を聞かれて「ミヤジ」と答える。しばしば「こんなにすごいミヤジが死ぬなんて信じられない」と発言をする。曲作りや録音作業で宮本を手伝うことが多く、機械を苦手とする宮本に代わり機材を操作している。「good morning」ではエディターとしてクレジットされているほか、シングル収録の弾き語りVerの録音にも携わり、ライブのセットリストを宮本と共に決めている。
2019年現在の髪型は年相応な落ち着いた短髪だが、髪型と髪色の変遷が激しい。初期のパンチパーマからやや長めの黒髪、短髪で黒髪、金髪、赤髪、オレンジの髪、丸坊主、胸元辺りまでの長髪など。非常に険しい形相でガニ股でギターを弾いているが、「一生懸命弾いているから」とのこと。
体力の維持を心掛け、ジム通いや走り込み、水泳などの運動をしている。180度の開脚が可能なほど身体が柔軟。このため筋肉質で引き締まった体をしているが、1992年「エレファントカシマシ5」発売の時期には、80kgを超える体重だったという。酒に非常に弱く、コップ半量のビールで二日酔いになる。また肝臓を壊したこともあり、あまり酒は飲まないようにしているらしい。
既婚（三度目）。身長174cm。血液型O型。
- 高緑成治（たかみどり せいじ、1966年4月15日（59歳） - ）

東京都中央区月島出身。エレクトリックベースを担当。主な使用機材は「TopDog J.Bass」「Fender JAZZ BASS」。以前は「リッケンバッカー」「Rokugen（六絃）」「moon（ネックはシェクター）」も使用していた。
愛称は「成ちゃん（せいちゃん）」。
宮本との共作クレジットはダンディー・ブラザーズ。
常に寡黙で顔の彫が深く、味のある顔立ち。宮本は初対面時、高緑があまりに美形だったため照れてうまく話せなかったと言う。
冨永とは高校の同級生で共に頭髪検査に引っ掛かったというきっかけで出会い、仲良くなる。そして冨永経由で宮本・石森とも知り合った。元は6人ほどいたバンドメンバーが宮本・石森・冨永の3人となってしまった際に勧誘され、加入することとなった（元はギタリストであったが、冨永の勧めで加入に当たりベーシストに転向）。加入以前に何度か旧メンバーのエレカシのライブを見に行っており、「かっこいいな」と思っていたようで、バンドに誘われた時、宮本に「やる?」と尋ねられ、「やる」と即答した。この時、お台場（その当時は今のような観光地ではなく開けた場所だった）に行って全員で乾布摩擦をしたというエピソードがある。
「ROOTS」で暴露された話によると、ある日、宮本と冨永が高緑の家に遊びに来た際、父親に起こされたところ「来ても起こすなって言ったろ!」と怒鳴り、親子喧嘩になった。気まずくなった宮本らはその日は帰ったという。宮本と冨永は「あれは困った」と、今では笑い話になっている。実家は銭湯だったが、月島周辺の再開発の波にのまれ、現在は閉店している。風呂屋の息子なためか焼くことが好きで、メンバーで焼肉やもんじゃ焼きを食べに行くとひたすら焼く係になるらしい。
「STARTING OVER」のジャケット写真でオールバックにした髪形を披露。オールバック以降はハットをかぶることが多くなり、ライブ中にしばしば宮本に奪われている（しかし、宮本は取り上げるだけですぐに高緑に返す）。
クールなキャラだが、宮本によると内面は「ピュア」で、外見と非常にギャップがあるとのこと。またぬいぐるみや犬が好き。
既婚で一児の父。身長178cm。血液型B型。
- 冨永義之（とみなが よしゆき、1966年4月14日（59歳） - ）

東京都北区赤羽出身。ドラムスを担当。
愛称は「トミ」。宮本との共作はなし。
バンド史上宮本が携わっていない唯一の曲「土手」の作詞・作曲者である。
宮本・石森とは中学の同級生、高緑とは高校の同級生だったことで知り合う。宮本には「パワフルドラマー」と称される。口数はあまり多くない。ややぶっきらぼうな喋り方をする。石森の次によく宮本にいじられ、しばしば照れくさそうな表情を見せるが、少年時代は、宮本によると「危ない子」だったとのこと。
少年時代の武勇伝は多く、『鉄塔などに登ってぶら下がる』『台風の日に海に飛び込み、「石君達もおいでよー!」と叫ぶ』『人通りの多い急坂をスケボーで走る』など、かなり活発な少年であり、中学時代は入学初日に通学鞄をつぶし、学ランのボタンを外して登校するなどかなりのヤンチャ者で、バレンタインに大量のチョコを貰うなど非常にモテたという。
宮本や石森が洋楽のロックミュージックを聴き始めたのは冨永の影響であり、冨永自身は楽器をしていた兄の影響を強く受けている（なお、ドラマーになったのは、兄がギターやベースを既にやっていたため）。
石森と共にエレファントカシマシを立ち上げた人物。また、高緑を加入させることを決めたのも冨永であり、現在まで続く4人体制を確立した張本人である。高緑と特に仲が良く、ツアー先では一緒に飲みに行くことが多いらしい。
頼りがいのある性格で、宮本によると「兄貴分」。過去、付き合っていた女性に振られ落ち込んでいた宮本から愚痴や相談の電話を延々と受けていたというエピソードがある。
番組のトークなどで、宮本以外のメンバー3人一斉に話を振られた時は冨永が喋ることが多い。
ハーレーダビッドソンのバイクや車など乗り物を愛好する。またバーボン・ウイスキーなどきつい酒が好きで、酒を飲むと記憶が飛ぶらしい。
2006年に慢性硬膜下血腫を発症するが、手術で無事完治。
既婚。身長171cm。血液型B型。

## 来歴

### 結成〜デビュー以前
1981年に北区立赤羽台中学校1年6組の石森と冨永を中心とする中学の同級生で結成され、中学3年時に宮本が加入（ギターとベース、女子のオルガンとマネージャー）。当初は6人編成であった。ディープ・パープル、レインボー、RCサクセションのコピーから始められた。
翌1982年にEastWestの地区予選に参加。「デーデ」「やさしさ」等、オリジナル曲を演奏、初ステージを踏む。新宿JAMなどでライヴ活動を展開。
1986年、冨永の高校時代の同級生だった高緑が加入、現在のメンバーとなる。同年12月、「CBS/SONY SDオーディション」入賞。デビューのきっかけをつかみ、双啓舎と契約。
デビュー前に行われたイベントでは、観客が拍手をしたり声援を送ったりすると、「うるせぇ!」など宮本が観客に毒づく場面があり、来場していた観客も戸惑いを隠せなかった。イベントで共演したHOUND DOGからTシャツにサインを求められた際、ロゴマークを塗りつぶした挙句、「バカ」とサインしたうえ、ライターで火をつけて投げ返すなど、ステージの内外によらず傍若無人の振る舞いでデビュー後も異彩を放つことになる。ただこの件に関しては酔っ払っていたこともあり、後に宮本は謝罪した。

### EPIC/SONY RECORDS時代
1988年、EPIC/SONY RECORDSよりシングル「デーデ」、アルバム『THE ELEPHANT KASHIMASHI』でデビュー。ロッキング・オンの渋谷陽一は個人的な感想として、「サザンオールスターズの『勝手にシンドバッド』を聴いた時以来の衝撃だ」と紙面で語っている。また、そのサザンのボーカルで後にアミューズ時代の先輩となる桑田佳祐はこの頃から既に当時のエレカシに一定の関心を持っていた。
『THE ELEPHANT KASHIMASHI』は主にローリング・ストーンズ、T・レックスなどの洋楽ロックから、日本のロックバンドであるRCサクセションの影響とみられる楽曲が並んでおり、中には忌野清志郎そのものを彷彿とさせる様な歌唱を披露する曲も登場する。歌詞の面ではロックの定型文的な反語表現も散見されるものの、日常の根源的なテーマを見つめ、歌にする姿勢が非常に高いレベルで表現されている。宮本もインタビューで「今でも1stアルバムの曲を作った10代の頃と全く同じ気持ちで歌うことが出来る、それぐらい俺の作る曲はクオリティが高い」と豪語する。
本アルバムの楽曲は現在でもコンサートで頻繁に演奏されるが、近年のエレファントカシマシの音楽プロデューサーであり、サポートメンバーとしてステージに立つ蔦谷好位置のキーボード演奏により華やかな彩りが加えられている。また、曲の性質を鑑みればある意味では当然と言えるものの、1960年代のイギリスやアメリカのロックバンドがコンサートの終わりに必ずチャック・ベリーの曲を演奏した時代の様な雰囲気を想起させる観客一体型となる大団円の好ましい印象を与えている。これらはバンドの長年に渡る継続的な活動で獲得された貴重な財産といえる。
アルバムのラストを飾る「花男」での、内に籠ったエネルギーを爆発させるような宮本の歌唱はエレカシの特異なスタイルの最初の完成であり、オリジナリティーという点で傑出している。また、ライヴで披露される“溜め歌唱”はエレカシならではの独特のステージングとしてファンに認知されている。この後の2ndアルバムに繋がる萌芽が見られる曲である。
2ndアルバム『THE ELEPHANT KASHIMASHI II』は、1stアルバムにあった思い切りの良いストレートなロックナンバーは影を潜め、内面の苦悩を吐露するような激情や沈鬱な曲で占められたアルバムとなった。
しかし、作者である宮本はアルバム1曲目収録「優しい川」で描かれたような困窮した生活を強いられた形跡は無く、歌詞の重要な部分である「とどのつまりはすみに追いやられ訳もわからずただ泣き寝入り」というフレーズから、曲の主人公に明確な迫害者は存在せず、社会システムという曖昧な存在によって迫害されていることを示唆している。また、この歌詞の内容は決して他人事ではなく聴き手自身へ向けられた問題提起だと強く訴えかける意図があるとされる。宮本曰く「人を不幸のどん底に叩き落としてこそ、はじめて光が見える」ということである。
2曲目に収録された「おはよう こんにちは」では、タイトルになった歌詞と共に感情を叩き付けるかの如きヘヴィーなギターリフと宮本の絶叫歌唱が聴く者に畏怖の念を抱かせる。また、このアルバムはオルタナティヴ・ロックをメジャーな存在に押し上げたニルヴァーナより先んじていたと評されることもある。
1989年発表の3枚目のアルバム『浮世の夢』からは歌詞に文語が入り、厭世的な歌が多くなっていった。
1990年、宮本自身が青春と語る4枚目のアルバム『生活』を発表。白地にバンド名とタイトルが黒のゴシック体で印字されただけというシンプルなジャケット。収録曲は7曲と少ないながら、長尺の曲が多くを占め、なかには10分を超えるものがある。現代詩的な文体の歌詞が特徴である。
1991年1月4日、初の日本武道館公演「日本武道館3000席」を開催。
1992年2月24日～26日・28日・29日には吉祥寺バウスシアターにて5daysライブを敢行。4月、宮本の生活の変化が反映された5枚目のアルバム『エレファントカシマシ5』を発表。しかし、ディレクターやメンバーは1stアルバムと同様の勢いを求め、宮本に対し激しいロックチューンを要求。それに対し宮本が答えを出したアルバムが1993年発表、6枚目のアルバム『奴隷天国』。だがこれらの作品は、バンドの高い熱量や音楽性とは裏腹に、ほとんど売れなかった。
売上不振で契約が危うくなる反面、多くのリスナーへ自分たちの音楽を届けたいという思いが強まり、バンドの士気も高まっていった1994年、近藤等則、Dr. kyOn（BO GUMBOS）らゲスト・ミュージシャンを迎え、オーケストラやオーバーダビングなどを取り入れた7枚目のアルバム『東京の空』を発表。
バンド初となるプロモーション・ビデオを制作するなど宣伝活動に力を入れたが、これを最後にEPICから契約を打ち切られる。所属事務所「双啓舎」は、レコード会社数社から新たな契約の打診があったが、不運が重なり代表取締役社長兼マネージャーである綾部和夫が急な病に倒れドクターストップ。結果、音楽業界から離れざるを得ない状況になり闘病生活に。「双啓舎」は、渋谷区宇田川町から綾部の自宅がある大和市中央林間へ移転している。
この時期のライブにおけるスタイルは、客を座らせ、SEはなしという非常に簡素かつ異質なスタイルであり、客電をつけたままライブが行われたことすらあった。当時のグッズとしてはしりあがり寿のイラストによる歌詞集『エレファントカシマシの詩』や手ぬぐい、シャツなどが有名である。
EPIC時代のバンド名は、正しくは「エレファント カシマシ」と間に半角スペースを入れる。

### PONY CANYON時代
こうして一旦メジャーからは遠ざかるが、その間も曲作りやライブは地道に行った。そしてロッキング・オンの渋谷陽一や山崎洋一郎の協力により、新事務所FAITH A&R（現フェイスミュージックエンタテインメント）と契約、1996年、ポニーキャニオンよりシングル「悲しみの果て」をリリース、再デビュー。同年、再デビュー後初となる、8枚目のアルバム『ココロに花を』を発表。当時のエピソードとして、ミックスの済んだ「かけだす男」（『ココロに花を』収録）をウォークマンで聞きながら新宿を歩いていた宮本が、自身の描くイメージとは全く違う、整然とトリートメントされた音質に苛立ち、機械をその場に叩き付けたという話が残っている。
EPIC時代と打って変わったタイアップ路線や、宮本を中心としたメンバーのメディアへの積極的露出により売上を伸ばす。なお、以降のバンド名は「エレファントカシマシ」とスペースなしのものになっている。
1997年、フジテレビのドラマ『月の輝く夜だから』の主題歌として発売された「今宵の月のように」は80万枚を超える大ヒット。同曲収録の9枚目のアルバム『明日に向かって走れ-月夜の歌-』は50万枚を売上。
翌1998年、10枚目のアルバム『愛と夢』を発表。

### 東芝EMI時代
1999年、FAITH A&R傘下のバリアフリーレーベルとポニーキャニオン間の契約終了に伴い、バリアフリーレーベルごと東芝EMI（EMIミュージック・ジャパン）に移籍。1999年はシングル「ガストロンジャー」、2000年、レイジ・アゲインスト・ザ・マシーンやナイン・インチ・ネイルズの影響を受け打ち込みを多用した、ほぼ宮本のソロ・アルバムとも呼べる11枚目のアルバム『good morning』を発表。この時期の宮本は音楽活動と並行して執筆活動やドラマ『フレンズ』出演などを精力的にこなし多彩な才能を発揮した。
2002年、小林武史を音楽プロデューサーに迎えた12枚目のアルバム『ライフ』を発表。緻密なアレンジによる、穏やかで色彩豊かな世界を作り上げたが、同年末には再びセルフプロデュースに戻り、よりシンプルなバンドサウンドへと回帰した初のミニ・アルバム『DEAD OR ALIVE』を発表。自らが「音楽バラエティ番組での面白いキャラクター」として定着してしまったことへの反省から、この頃からメディアへの露出を極力控えるようになる。
2003年、セルフプロデュースによる14枚目のアルバム『俺の道』を発表。バンドサウンドへの回帰は決定的なものとなる。同年3月19日、初のトリビュートアルバム『エレファントカシマシ カヴァーアルバム 花男』を発表。
2004年3月、シングル「化ケモノ青年」、熊谷昭を共同プロデューサーに迎えた15枚目のアルバム『扉』を発表。そのアルバムの製作過程を密着取材したドキュメンタリーフィルム『扉の向こう』（是枝裕和プロデュース作品）は、テレビやミニシアターで上映され、DVDでも発売された。同年9月には16枚目のアルバム『風』を発表。
2005年には初のライブ・アルバム『野音 秋』『日本 夏』をそれぞれファンクラブやインターネットを通じて発売。
2006年3月に冨永が慢性硬膜下血腫を発症したが、同月2日に手術し完治。3月29日、佐久間正英プロデュースによる17枚目のアルバム『町を見下ろす丘』を発売。その際、「シグナル」が初の配信限定シングルとなった。

### UNIVERSAL SIGMA時代
2007年よりユニバーサルシグマへ移籍。これについて宮本は「新しいレコード会社のスタッフと出会うことにより、バンド内の空気も攪拌され新たな気持ちで活動することが出来るようになった」などと述べている。
11月21日、移籍第一弾シングル「俺たちの明日」を発表。同曲はYANAGIMANがプロデュースを手がけ、ハウス食品「ウコンの力」のCMタイアップ曲となる。カップリング曲「さよならパーティー」は蔦谷好位置がプロデュース。
ユニバーサル側の意向もあり、東芝EMI所属時の後期に比べると、積極的なプロモーション活動を行うようになる。2019年4月期のTBS系日曜劇場・福山雅治（エレファントカシマシと同事務所アミューズの所属アーティスト）主演『集団左遷!!』メインテーマソングとして、12年の時を超え「頑張ろう」をキーワードに採用される。
2008年1月1日、シングル「笑顔の未来へ」を発表。同曲は引き続き蔦谷好位置がプロデューサーとなる。1月30日にユニバーサル移籍後初となる18枚目のアルバム『STARTING OVER』を発表。3月5日、亀田誠治をプロデューサーに迎え「桜の花、舞い上がる道を」、10月1日、同じく亀田プロデュース「新しい季節へキミと」を発表。
2009年3月18日、シングル「絆」を発表。この作品は映画『相棒』のスピンオフ作品、『鑑識・米沢守の事件簿』の主題歌となる。同年4月29日、19枚目のアルバム『昇れる太陽』を発表、オリコン週間チャート3位を獲得。
2009年9月16日、日比谷野音でのライブが20周年を迎えることを記念し、移籍前の3社からそれぞれ選曲したベスト・アルバムを3枚同時、4月11日に8年ぶりに行われた武道館ライブを完全収録したDVD『桜の花舞い上がる武道館』を発表。9月30日、廃盤・生産中止となり入手困難だったアルバム『奴隷天国』、DVD『コンサート1998 日本武道館"風に吹かれて"』『ビデオクリップ集 "クリップス"』、ポニーキャニオン時代のオリジナル・アルバム3作のHQCD仕様、当初CCCDで発売された『DEAD OR ALIVE』『俺の道』のCD-DA盤が、各社より連続再販された。
2010年3月17日、2009年に行われた日比谷野外大音楽堂の2日間のライブを収録したDVD、『2009年10月24,25日 日比谷野外音楽堂』を発売。エレファントカシマシにとって日比谷野音の映像化は初めて。5月12日、シングル「幸せよ、この指にとまれ」を発表。11月17日、20枚目のアルバム『悪魔のささやき〜そして、心に火を灯す旅〜』を発表。
2012年5月9日、映画『のぼうの城』の主題歌（エンディング）を担当することが発表。5月30日、21枚目のアルバム『MASTERPIECE』発表。
2012年9月1日、宮本の左耳が聞こえなくなり、急性感音難聴と診断。同月5日に手術を受け回復、日常生活に支障はなかったものの、聴力が安定していないことなどを理由に、10月2日、グループの公式サイトでライブ活動休止の報告をした。これによって、2013年の日本武道館での公演を含め、当面のライブ活動は休止となった。
2013年9月14日、日比谷野音劇場にて「復活の野音」を開催、活動再開。シングル「あなたへ」発表。
2013年12月18日、バンドにとって2度目となるトリビュートアルバム『エレファントカシマシ カヴァーアルバム2 〜A Tribute to The Elephant Kashimashi〜』を発表。
2014年1月11日、デビュー25周年記念ライヴとして、自身の最大規模であるさいたまスーパーアリーナにてワンマン開催。
2014年4月9日、TBS系列の月曜ミステリーシアター 『ホワイト・ラボ〜警視庁特別科学捜査班〜』の主題歌を担当することが発表。2000年発売「so many people」以来、約14年ぶりのドラマ主題歌。6月11日、その主題歌「Destiny」を発表。
2015年1月3日・4日、2デイズ公演としては15年ぶりである日本武道館新春ライブが開催。
2015年9月23日発表シングル「愛すべき今日」が、オリコン10月5日付週間シングルランキング9位を獲得。シングルTOP10入りは、「今宵の月のように」が1997年9月29日付で8位を獲得して以来、18年ぶり2作目となった。

### デビュー30周年、宮本のソロ活動
2017年、ベスト・アルバムの発売、47都道府県ツアーなどを行い、年末にNHK紅白歌合戦に初出場を果たした。
2018年3月21日、3枚目となるトリビュートアルバム『エレファントカシマシ カヴァーアルバム3 〜A Tribute to The Elephant Kashimashi〜』を発表。また、宮本はデビュー以来30年間自身のバンド以外での楽曲提供及びプロデュースを一度も行っていなかったが、本作に参加していた役者の高橋一生へ自身初の楽曲提供・プロデュースを本作のリリース後に行った。
2018年11月16日より、地元の観光協会などによる企画で、赤羽駅の発車メロディとして5番線ホームに「俺たちの明日」、6番線ホームに「今宵の月のように」が採用された。
2019年2月1日を以て所属事務所をアミューズに移籍。2019年より宮本が本格的にソロ活動を開始したことにより、エレファントカシマシとしての活動は新春ライブ、毎年恒例の日比谷野外大音楽堂公演、ROCK IN JAPAN FESTIVALへの出演、いくつかのテレビ出演など限定的なものとなり、2018年「Wake Up」以降、シングル・アルバム含め新作の発表はストップした。リリースは日比谷や武道館公演のライブBlu-ray/DVDのみとなっている。また2021年はバンドでのライブ開催はなく、31年間続いていた日比谷野外大音楽堂公演も実施されなかった（2022年以降は実施）。

### デビュー35周年、本格的活動再開
2023年、デビュー35周年を機に約5年ぶりの本格始動を発表。3月8日には4年9か月ぶりのシングル「yes. I .do」をリリース、春には全国アリーナツアーを開催した。
10月25日、積水化学工業「企業広告」CMソングである新曲「No more cry」をリリース
9月20日、35周年全国アリーナツアー「YES. I. DO」のDVD/Blu-rayがリリース
10月8日、日比谷野外大音楽堂でライブ開催。
12月31日、NHK紅白歌合戦に出演。
2024年 3月31日、 エレファントカシマシ、ならびに宮本浩次は同日を以てアミューズとの契約満了となり、 2024年4月1日以降のマネージメント窓口は株式会社elephants（エレファンツ）となることが発表された。
2024年は再び宮本はソロで楽曲発表やライブ活動を行い、バンドとしての活動は9月の「ROCK IN JAPAN FESTIVAL in HITACHINAKA」のみとなっている。
2025年1月に新春ライブとして日本武道館公演を開催。宮本はソロとして新曲のリリースなどを行なっており、バンドとしての新曲発表は2025年4月現在ない。

## ディスコグラフィ
※最高順位空白は100位圏外

### シングル
| 枚                 | リリース日     | タイトル                                  | C/W                                                                                            | 最高順位   | 備考 |
| EPICソニー         | EPICソニー     | EPICソニー                                | EPICソニー                                                                                     | EPICソニー | EPICソニー |
| ------------------ | -------------- | ----------------------------------------- | ---------------------------------------------------------------------------------------------- | ---------- | --- |
| 1st                | 1988年3月21日  | デーデ                                    | ポリスター                                                                                     | -          | EP盤 (c/w)※オリジナルアルバム未収録曲だが、「エレファントカシマシ ベスト」にて初収録 |
| 2nd                | 1988年7月21日  | ふわふわ                                  | 夢の中で                                                                                       | -          | |
| 3rd                | 1988年11月2日  | おはよう こんにちは                       | ああ流浪の民よ                                                                                 | -          | |
| 4th                | 1989年8月2日   | 浮雲男                                    | GT                                                                                             | -          | |
| 5th                | 1990年7月21日  | 男は行く                                  | too fine life                                                                                  | 93位       | |
| 6th                | 1992年3月25日  | 曙光                                      | 無事なる男                                                                                     | -          | |
| 7th                | 1993年4月21日  | 奴隷天国                                  | 日曜日（調子はどうだ）                                                                         | -          | (c/w)日本テレビ系「ショージに目あり!」エンディングテーマ |
| 8th                | 1993年10月1日  | 極楽大将生活賛歌                          | 星の降るような夜に                                                                             | -          | |
| 9th                | 1994年4月21日  | この世は最高!                             | 真冬のロマンチック                                                                             | -          | |
| ポニーキャニオン   |                |                                           |                                                                                                |            | |
| 10th               | 1996年4月19日  | 悲しみの果て                              | 四月の風                                                                                       | 60位       | フジテレビドラマ『月の輝く夜だから』最終回挿入歌 (c/w)東芝企業イメージCMソング、FM802ヘビーローテーション |
| 11th               | 1996年7月19日  | 孤独な旅人                                | Baby自転車                                                                                     | 49位       | JR東日本CMソング NHK-FM『ミュージックスクエア』1996年8・9月エンディングテーマ |
| 12th               | 1996年11月1日  | 悲しみの果て                              | うれしけりゃとんでゆけよ (宮本浩次プロデュースバージョン)                                      | 30位       | 江崎グリコ「アーモンドチョコレート」CMソング |
| 13th               | 1997年2月19日  | 明日に向かって走れ                        | ふたりの冬                                                                                     | 34位       | NHK『ポップジャム』エンディングテーマ |
| 14th               | 1997年3月14日  | 戦う男                                    | 遠い浜辺                                                                                       | 35位       | KIRIN「JIVE COFFEE」CMソング |
| 15th               | 1997年7月30日  | 今宵の月のように                          | 赤い薔薇                                                                                       | 8位        | フジテレビドラマ『月の輝く夜だから』主題歌 |
| 16th               | 1997年11月7日  | 風に吹かれて                              | さらば青春                                                                                     | 50位       | 江崎グリコ「アーモンドチョコレート」CMソング 富士フイルム「AXIA MD-im」CMソング アサヒビール「Japan.Dream.アテネ五輪野球日本代表応援」CF曲 「いきものがかり」カバー (c/w)映画『みなさん、さようなら』挿入歌 ※オリジナルアルバム未収録曲 |
| 17th               | 1998年5月13日  | はじまりは今                              | 涙の数だけ                                                                                     | 29位       | (c/w)※オリジナルアルバム未収録曲 |
| 18th               | 1998年9月18日  | 夢のかけら                                | ココロのままに                                                                                 | 20位       | ポーラフーズ「BALANCE UP」CMソング ABC・テレビ朝日「第80回夏の高校野球」オープニングテーマ・『熱闘甲子園』テーマソング |
| 19th               | 1998年11月18日 | ヒトコイシクテ、アイヲモトメテ            | おまえとふたりきり                                                                             | 34位       | フジテレビ系SSTV『プロモマニア』エンディングテーマ ニッポン放送『オールナイトニッポン』エンディングテーマ |
| 20th               | 1999年1月27日  | 愛の夢をくれ                              | 寝るだけさ                                                                                     | 96位       | TBS系『CDTV』1999年1月オープニングテーマ |
| 21st               | 1999年4月28日  | 真夜中のヒーロー                          | 旅の途中                                                                                       | 49位       | テレビ朝日系『サンデージャングル』オープニングテーマ ※オリジナルアルバム未収録曲 (c/w)大鵬薬品「チオビタドリンク2000」CFソング ※オリジナルアルバム未収録曲                                                                              |
| 東芝EMI            |                |                                           |                                                                                                |            | |
| 22nd               | 1999年12月8日  | ガストロンジャー                          | Soul rescue                                                                                    | 29位       | (c/w)※オリジナルアルバム未収録曲 |
| 23rd               | 2000年1月26日  | so many people                            | sweet memory                                                                                   | 38位       | 読売テレビ・日本テレビ系ドラマ『シンデレラは眠らない』主題歌 (c/w)映画『みなさん、さようなら』主題歌 ※オリジナルアルバム未収録曲 |
| 24th               | 2000年4月26日  | コール アンド レスポンス                  | 武蔵野 ガストロンジャー(Live) Soul rescue(Live)                                                | 55位       | |
| 25th               | 2001年3月16日  | 孤独な太陽                                | 東京ジェラシィ 風に吹かれて(Live)                                                              | 44位       | TBS系『日立 世界・ふしぎ発見!』エンディングテーマ (c/w)※オリジナルアルバム未収録曲 |
| 26th               | 2001年7月25日  | 暑中見舞 -憂鬱な午後-                     | 孤独な太陽(Live) コール アンド レスポンス(Live)                                                | 35位       | |
| 27th               | 2002年2月27日  | 普通の日々                                | ハロー New York!                                                                               | 35位       | (c/w)※オリジナルアルバム未収録曲 |
| 28th               | 2002年4月17日  | あなたのやさしさをオレは何に例えよう      |                                                                                                | 39位       | 期間限定生産盤 |
| 29th               | 2003年6月27日  | 俺の道                                    | ろくでなし                                                                                     | 74位       | ※初回限定生産・3作同時発売 |
| 30th               | 2003年6月27日  | ハロー人生!!                              | ろくでなし                                                                                     | 77位       | ※初回限定生産・3作同時発売 |
| 31st               | 2003年6月27日  | 生命賛歌                                  | ろくでなし                                                                                     | 76位       | ※初回限定生産・3作同時発売 |
| 32nd               | 2004年3月10日  | 化ケモノ青年                              | 生きている証                                                                                   | 71位       | 日本テレビ系『松本紳助』エンディングテーマ |
| 33rd               | 2004年9月1日   | 友達がいるのさ                            | DJ in my life                                                                                  | 38位       | |
| -                  | 2006年3月20日  | シグナル/今をかきならせ                   |                                                                                                |            | 配信限定 |
| ユニバーサルシグマ |                |                                           |                                                                                                |            | |
| 34th               | 2007年11月21日 | 俺たちの明日                              | さよならパーティー 俺たちの明日(Acoustic ver.)                                                 | 18位       | ハウス食品「ウコンの力」CMソング |
| 35th               | 2008年1月1日   | 笑顔の未来へ                              | 風に吹かれて(New Recording Version)                                                            | 47位       | 読売テレビ系『ダウンタウンDX』エンディングテーマ |
| 36th               | 2008年3月5日   | 桜の花、舞い上がる道を                    | それを愛と呼ぶとしよう                                                                         | 12位       | 「東京新聞」CMソング (c/w)※オリジナルアルバム未収録曲 |
| 37th               | 2008年10月1日  | 新しい季節へキミと                        | It's my life                                                                                   | 13位       | 日本テレビ系『音楽戦士 MUSIC FIGHTER』オープニングテーマ |
| 38th               | 2009年3月18日  | 絆(きづな)                                | to you 桜の花、舞い上がる道を(-幹-Strings ver.)※1 桜の花、舞い上がる道を(-花びら-Piano ver.)※2 | 13位       | 映画『相棒シリーズ 鑑識・米沢守の事件簿』主題歌 ※1通常盤、※2初回版 |
| 39th               | 2010年5月12日  | 幸せよ、この指にとまれ                    | 赤き空よ!                                                                                      | 16位       | NTT東日本「地域ICT遠隔医療システム」CMソング 日本テレビ系『フットンダ』エンディングテーマ (c/w)三菱自動車デリカD：5「かけがえのない10年へ」篇CMソング                                                                                   |
| 40th               | 2010年9月22日  | 明日への記憶                              | 歩く男 明日への記憶(acoustic ver.)                                                             | 16位       | |
| 41st               | 2010年10月20日 | いつか見た夢を/彼女は買い物の帰り道       | いつか見た夢を(エレキ弾き語り ver.)                                                            | 17位       | |
| 42nd               | 2011年11月16日 | ワインディングロード/東京からまんまで宇宙 |                                                                                                | 18位       | 三菱自動車デリカD：5CMソング |
| 43rd               | 2012年4月25日  | 大地のシンフォニー/約束                   |                                                                                                | 14位       | |
| 44th               | 2012年10月31日 | ズレてる方がいい                          | 涙を流す男                                                                                     | 11位       | 映画『のぼうの城』主題歌 |
| 45th               | 2013年11月20日 | あなたへ                                  | はてさてこの俺は この円環のなかを                                                              | 18位       | |
| 46th               | 2014年6月11日  | Destiny                                   | 明日を行け                                                                                     | 13位       | TBS系月曜ミステリーシアター『ホワイト・ラボ〜警視庁特別科学捜査班〜』主題歌 |
| 47th               | 2015年9月23日  | 愛すべき今日                              | TEKUMAKUMAYAKON めんどくせい                                                                   | 9位        | |
| 48th               | 2016年8月3日   | 夢を追う旅人                              | i am hungry                                                                                    | 16位       | 明治企業CM『POWER！ひとくちの力 登坂絵莉選手篇』CMソング (c/w)テレビ東京ドラマ24『侠飯〜おとこめし〜』オープニングテーマ |
| 49th               | 2017年7月26日  | 風と共に                                  | ベイベー明日は俺の夢                                                                           | 12位       | NHK「みんなのうた」2017年6-7月放送曲 |
| 50th               | 2017年11月8日  | RESTART/今を歌え                          |                                                                                                | 11位       | フジテレビ系『FNS27時間テレビ にほんのれきし』ドラマテーマソング (c/w)NHK BSプレミアム プレミアムドラマ『全力失踪』主題歌 |
| -                  | 2018年5月25日  | Easy Go                                   |                                                                                                | -          | 配信限定テレビ東京系ドラマ25『宮本から君へ』主題歌 |
| 51st               | 2023年3月8日   | yes. I do                                 | It's only lonely crazy days                                                                    | 3位        | 映画「シャイロックの子供たち」主題歌 |
| 52nd               | 2023年10月25日 | No more cry                               | Hello. I love you                                                                              | 6位        | 積水化学工業企業CMソング |

### アルバム

#### オリジナル・アルバム
| 枚                 | リリース日     | タイトル                                 | 最高順位   | 備考                                      |
| EPICソニー         | EPICソニー     | EPICソニー                               | EPICソニー | EPICソニー                                |
| ------------------ | -------------- | ---------------------------------------- | ---------- | ----------------------------------------- |
| 1st                | 1988年3月21日  | THE ELEPHANT KASHIMASHI                  | 圏外       | 全11曲                                    |
| 2nd                | 1988年11月21日 | THE ELEPHANT KASHIMASHI II               | 71位       | 全10曲                                    |
| 3rd                | 1989年8月21日  | 浮世の夢                                 | 56位       | 全9曲                                     |
| 4th                | 1990年9月1日   | 生活                                     | 43位       | 全7曲                                     |
| 5th                | 1992年4月8日   | エレファントカシマシ5                    | 61位       | 全10曲                                    |
| 6th                | 1993年5月21日  | 奴隷天国                                 | 68位       | 全10曲 ※2009年9月30日再発                 |
| 7th                | 1994年5月21日  | 東京の空                                 | 62位       | 全12曲                                    |
| ポニーキャニオン   |                |                                          |            |                                           |
| 8th                | 1996年8月21日  | ココロに花を                             | 10位       | 全11曲 ※2009年9月30日HQCD盤リリース       |
| 9th                | 1997年9月10日  | 明日に向かって走れ-月夜の歌-             | 2位        | 全11曲 ※2009年9月30日HQCD盤リリース       |
| 10th               | 1998年12月9日  | 愛と夢                                   | 11位       | 全11曲 ※2009年9月30日HQCD盤リリース       |
| 東芝EMI            |                |                                          |            |                                           |
| 11th               | 2000年4月26日  | good morning                             | 13位       | 全12曲                                    |
| 12th               | 2002年5月2日   | ライフ                                   | 28位       | 全10曲                                    |
| MINI ALBUM         | 2002年12月26日 | DEAD OR ALIVE                            | 86位       | 全5曲 ※CCCD盤 ※2009年9月16日CD盤リリース  |
| 13th               | 2003年7月16日  | 俺の道                                   | 34位       | 全12曲 ※CCCD盤 ※2009年9月16日CD盤リリース |
| 14th               | 2004年3月31日  | 扉                                       | 34位       | 全11曲                                    |
| 15th               | 2004年9月29日  | 風                                       | 45位       | 全10曲                                    |
| 16th               | 2006年3月29日  | 町を見下ろす丘                           | 43位       | 全11曲                                    |
| ユニバーサルシグマ |                |                                          |            |                                           |
| 17th               | 2008年1月30日  | STARTING OVER                            | 7位        | 全11曲                                    |
| 18th               | 2009年4月29日  | 昇れる太陽                               | 3位        | 全11曲                                    |
| 19th               | 2010年11月17日 | 悪魔のささやき〜そして、心に火を灯す旅〜 | 8位        | 全13曲                                    |
| 20th               | 2012年5月30日  | MASTERPIECE                              | 9位        | 全11曲                                    |
| 21st               | 2015年11月18日 | RAINBOW                                  | 12位       | 全13曲                                    |
| 22nd               | 2018年6月6日   | Wake Up                                  | 4位        | 全12曲                                    |

#### ベスト・アルバム
| 枚  | リリース日     | タイトル                                                      | 最高順位       | 備考 |
| --- | -------------- | ------------------------------------------------------------- | -------------- | --- |
| 1st | 1997年12月1日  | エレファントカシマシ ベスト                                   | 27位           | 「ポリスター」がアルバム初収録                                                                                          |
| 2nd | 2000年10月12日 | sweet memory〜エレカシ青春セレクション〜                      | 6位            | 「さらば青春」「sweet memory」がアルバム初収録 初回盤のみ、EPIC期の未発表曲「石橋たたいて八十年」「始まりはいつも」収録 |
| 3rd | 2002年3月27日  | エレファントカシマシ SINGLES1988-2001                         | 47位           | 「ふわふわ」「真夜中のヒーロー」「孤独な太陽」がアルバム初収録                                                          |
| 4th | 2009年9月16日  | エレカシ 自選作品集 EPIC 創世記 PONY CANYON 浪漫記 EMI 胎動記 | 61位 59位 63位 | 『PONY CANYON 浪漫記』：未発表曲「きみの面影だけ」収録 『EMI 胎動記』：「ハロー New York!」が初収録                     |
| 5th | 2012年12月19日 | THE BEST 2007-2012 俺たちの明日                               | 10位           | 「ズレてる方がいい」がアルバム初収録                                                                                    |
| 6th | 2017年3月21日  | All Time Best Album THE FIGHTING MAN                          | 3位            | 「夢を追う旅人」がアルバム初収録                                                                                        |

#### 企画アルバム
great album deluxe edition series 1「THE ELEPHANT KASHIMASHI」deluxe edition（2013年6月26日）
great album deluxe edition series 2「ココロに花を」deluxe edition（2013年6月26日）
25周年記念盤として、過去のレコード会社での1作目にあたる各アルバムをリマスタリング＋スペシャルトラックCDの2枚組にした生産限定盤。

#### トリビュート・アルバム
エレファントカシマシ カヴァーアルバム 花男 （2003年3月19日）
トリビュートアルバム第1弾。 POTSHOT,HUSKING BEE,STANCE PUNKS,ストレイテナー,石野卓球,DMBQ,怒髪天,Syrup 16g,KING BROTHERS,BAZRA,銀杏BOYZ。カバーイラストは松本大洋の『花男』。
エレファントカシマシ カヴァーアルバム2 〜A Tribute to The Elephant Kashimashi〜（2013年12月18日）
トリビュートアルバム第2弾。参加アーティストは10-FEET,BRAHMAN,THE BACK HORN,tacica,秦基博,GOING UNDER GROUND,曽我部恵一,グループ魂,KenKen,Chara×THE NOVEMBERS,Dragon Ash。カバーイラストは新井英樹の『宮本から君へ』。
エレファントカシマシ カヴァーアルバム3 〜A Tribute to The Elephant Kashimashi〜（2018年3月21日）
トリビュートアルバム第3弾。参加アーティストは田島貴男（ORIGINAL LOVE）、manaka（Little Glee Monster）、SUPER BEAVER、菅原卓郎（9mm Parabellum Bullet）、東京スカパラダイスオーケストラ×高橋一生、阿部真央、ドレスコーズ、クリープハイプ、斉藤和義、村越“HARRY”弘明。カバーイラストはうすた京介。

#### ライブ・アルバム
1. 野音 秋 （2005年7月20日、2013年4月23日 再発）
日比谷野外音楽堂ライブヒストリー 下巻 / エレファントカシマシ野音 chronicle2
2. 日本 夏 （2005年7月20日、2013年4月23日 再発）
ロック・イン・ジャパン・ライブヒストリー I
  - 上記2作はライブ会場、通信販売、Amazon.co.jp限定にて生産限定販売された。販売終了後には希少盤として中古市場では高値による取引がされている。2013年4月、デビュー25周年企画として、通信販売にて再発売された。
3. the fighting men's chronicle -THE ELEPHANT KASHIMASHI official live bootleg box- （2013年4月23日）
  - デビュー25周年企画として、事務所での保管、各関係者からのカセット、DAT、MD、隠し撮り等から発掘されたライヴ音源によるCD6枚組によるBOX仕様。通信販売のみによる完全限定生産。
4. the fighting men's chronicle special THE ELEPHANT KASHIMASHI LIVE BEST BOUT （2013年6月26日）
  - デビュー25周年企画として、ユニバーサル・ミュージック移籍後のライブ音源から厳選されたライブ集と、アルバム「MASTERPIECE」全曲のライブテイク+ボーナストラックを収録。

### その他
- 『THE STREET SLIDERS ”On The Street Again -Tribute & Origin-“」 - THE STREET SLIDERSのカバー「のら犬にさえなれない」収録。

### 未発表曲
- ビリージャー

1999年のツアーやイベントでのみ披露された曲。長年音源化や映像化はされなかったが、2011年発売の『ROCK’N ROLL BAND FES & EVENT LIVE HISTORY 1988-2011』で初めて映像化された。

### 映像作品
| 枚 | リリース日     | タイトル                                                                      | 備考 |
| -- | -------------- | ----------------------------------------------------------------------------- | --- |
| 1  | 1998年4月1日   | コンサート1998 日本武道館“風に吹かれて”                                       | DVD 2001年3月16日 廉価版DVD 2003年10月29日 再発DVD 2009年9月16日 |
| 2  | 1998年4月1日   | ビデオクリップ集“クリップス”                                                  | DVD 2001年3月16日 廉価版DVD 2003年10月29日 再発DVD 2009年9月16日 |
| 3  | 2001年3月16日  | ビデオクリップ集“クリップス2”                                                 | 廉価版DVD 2003年10月29日 |
| 4  | 2002年12月26日 | LIFE TOUR 2002                                                                | |
| 5  | 2004年3月10日  | ビデオクリップ集「クリップス3」                                               | |
| 6  | 2004年9月29日  | 扉の向こう                                                                    | ドキュメンタリー映画 |
| 7  | 2009年9月16日  | 桜の花舞い上がる武道館                                                        | |
| 8  | 2010年3月17日  | エレファントカシマシ2009年10月24,25日 日比谷野外音楽堂                        | |
| 9  | 2011年1月1日   | エレファントカシマシ EPIC映像作品集 1988-1994                                 | 初回プレス分特典：特製ポストカード |
| 10 | 2011年11月16日 | ROCK’N ROLL BAND FES ＆ EVENT LIVE HISTORY 1988-2011                          | 全72曲 約245分 収録 |
| 12 | 2013年11月20日 | the fighting men's chronicle エレファントカシマシ ディレクターズカット        | ドキュメンタリー 123分収録 監督:山下敦弘 |
| 13 | 2013年12月18日 | 復活の野音 2013.9.15 日比谷野外大音楽堂                                       | |
| 14 | 2014年3月19日  | エレファントカシマシ デビュー25周年記念 SPECIAL LIVE さいたまスーパーアリーナ | 全37曲収録 初回限定盤特典:豪華ライブ写真集72P |
| 15 | 2015年9月23日  | エレファントカシマシ 新春ライブ2015 日本武道館                                | 全37曲収録 Blu-ray/DVD盤 |
| 16 | 2017年7月26日  | エレファントカシマシ～1988/09/10渋谷公会堂～                                  | 全14曲収録 |
| 17 | 2017年11月8日  | デビュー30周年記念コンサート”さらにドーンと行くぜ！” 大阪城ホール             | 全31曲収録 |
| 18 | 2018年3月21日  | エレファントカシマシ30th ANNIVERSARY Live Blu-ray Box                         | Blu-ray 9枚組みセット 完全受注生産限定盤 |
| 19 | 2018年11月21日 | 30th ANNIVERSARY TOUR “THE FIGHTING MAN” FINALさいたまスーパーアリーナ        | 全31曲収録 |
| 20 | 2019年6月12日  | エレファントカシマシ 新春ライブ2019 日本武道館                                | 全30曲収録 |
| 21 | 2019年10月23日 | エレファントカシマシ 日比谷野外大音楽堂2019 7月6日,7日                        | 1日目25曲収録 2日目26曲収録 |
| 22 | 2021年3月17日  | 日比谷野音大音楽堂2020                                                        | 全28曲収録 |
| 23 | 2023年6月12日  | エレファントカシマシ ライブアーカイブ2007-2017                                | シングル・アルバムの初回盤についていたCD・DVDを1つにしたBlu-ray BOX（2Blu-ray+5CD) （ただし、悪魔のささやきの丸の内コットンクラブの映像は収録されているが、特典映像の収録なし）※完全生産限定版 |
| 24 | 2023年9月20日  | 35th ANNIVERSARY TOUR 2023 YES. I. DO                                         | 全28曲収録（フォトブック付き） |

## タイアップ一覧
| 使用年 | 曲名                                 | タイアップ                                                                                     |
| ------ | ------------------------------------ | ---------------------------------------------------------------------------------------------- |
| 1993年 | 日曜日（調子はどうだ）               | 日本テレビ系『ショージに目あり!』テーマ曲                                                      |
| 1996年 | 四月の風                             | 東芝マルチメディア 企業CMソング                                                                |
| 1996年 | 孤独な旅人                           | NHK-FM『ミュージック・スクエア』1996年8・9月度エンディングテーマ                               |
| 1996年 | 悲しみの果て                         | 江崎グリコ「アーモンドチョコレート」CMソング                                                   |
| 1997年 | 明日に向かって走れ                   | NHK総合『ポップジャム』エンディングテーマ                                                      |
| 1997年 | 戦う男                               | キリンビバレッジ「JIVE」CMソング                                                               |
| 1997年 | 今宵の月のように                     | フジテレビ系ドラマ『月の輝く夜だから』主題歌                                                   |
| 1997年 | 悲しみの果て                         | フジテレビ系ドラマ『月の輝く夜だから』挿入歌                                                   |
| 1997年 | 月夜の散歩                           | フジテレビ系ドラマ『月の輝く夜だから』挿入歌                                                   |
| 1997年 | この世は最高!                        | 映画『釣りバカ日誌9』挿入歌                                                                    |
| 1997年 | 風に吹かれて                         | 江崎グリコ「アーモンドチョコレート」CMソング                                                   |
| 1998年 | 夢のかけら                           | ポーラフーズ「バランスアップ」CMソング                                                         |
| 1998年 | ココロのままに                       | ABCテレビ・テレビ朝日系『第80回夏の高校野球』オープニングテーマ                                |
| 1998年 | ココロのままに                       | ABCテレビ・テレビ朝日系『熱闘甲子園』テーマソング                                              |
| 1998年 | ヒトコイシクテ、アイヲモトメテ       | フジテレビ系・スペースシャワーTV『プロモマニア』エンディングテーマ                             |
| 1998年 | ヒトコイシクテ、アイヲモトメテ       | ニッポン放送『オールナイトニッポン』エンディングテーマ                                         |
| 1998年 | ヒトコイシクテ、アイヲモトメテ       | テレビ東京系『JAPAN COUNTDOWN』オープニングテーマ                                              |
| 1999年 | 愛の夢をくれ                         | TBS系『COUNT DOWN TV』1999年1月度オープニングテーマ                                            |
| 1999年 | 君がここにいる                       | TVKほか全国ネット ドキュメントドラマ『トーキョー#REMIX〜僕達はここにいる〜』エンディングテーマ |
| 1999年 | 君がここにいる                       | ハウス食品「フルーツインゼリー」CMソング                                                       |
| 1999年 | 真夜中のヒーロー                     | テレビ朝日系『サンデージャングル』オープニングテーマ                                           |
| 1999年 | 旅の途中                             | 大鵬薬品「チオビタドリンク2000」CFソング                                                       |
| 1999年 | ガストロンジャー                     | テレビ東京系『JAPAN COUNTDOWN』エンディングテーマ                                              |
| 2000年 | so many people                       | よみうりテレビ・日本テレビ系ドラマ『シンデレラは眠らない』オープニングテーマ                   |
| 2000年 | コール アンド レスポンス             | テレビ東京系『JAPAN COUNTDOWN』2000年4月度オープニングテーマ                                   |
| 2000年 | 風に吹かれて                         | 富士フイルム「AXIA MD-im」CMソング                                                             |
| 2001年 | 孤独な太陽                           | TBS系『日立 世界・ふしぎ発見!』エンディングテーマ                                              |
| 2001年 | 孤独な旅人                           | JR東日本「Suicaからはじまるあたらしいまいにち。」CMソング                                      |
| 2002年 | あなたのやさしさをオレは何に例えよう | テレビ東京系『JAPAN COUNTDOWN』エンディングテーマ                                              |
| 2004年 | 化ケモノ青年                         | 日本テレビ系『松紳』4・5月エンディングテーマ                                                   |
| 2004年 | 風に吹かれて                         | アサヒビール「Japan.Dream.アテネ五輪野球日本代表応援」CMソング                                 |
| 2004年 | 友達がいるのさ                       | テレビ朝日『鈴木タイムラー』エンディングテーマ                                                 |
| 2007年 | 俺たちの明日                         | ハウス食品「ウコンの力」CMソング                                                               |
| 2007年 | 笑顔の未来へ                         | 読売テレビ・日本テレビ系『ダウンタウンDX』2007年12月・2008年1月度エンディングテーマ            |
| 2008年 | 桜の花、舞い上がる道を               | 東京新聞CMソング                                                                               |
| 2008年 | リッスントゥザミュージック           | 西日本シティ銀行企業CMソング                                                                   |
| 2008年 | 新しい季節へキミと                   | 日本テレビ系『音楽戦士 MUSIC FIGHTER』2008年10月度オープニングテーマ                           |
| 2009年 | ガストロンジャー                     | テレビ朝日『フルタの方程式』オープニングテーマ（2009年1月 - 2010年7月）                        |
| 2009年 | 絆                                   | 映画『相棒シリーズ 鑑識・米沢守の事件簿』主題歌                                                |
| 2009年 | ハナウタ〜遠い昔からの物語〜         | サントリー 甲乙混和焼酎「はなうた」CMソング                                                    |
| 2010年 | 幸せよ、この指にとまれ               | NTT東日本「地域ICT：遠隔健康相談システム」CMソング                                             |
| 2010年 | 幸せよ、この指にとまれ               | 中京テレビ・日本テレビ系『フットンダ』2010年5月度エンディングテーマ                            |
| 2010年 | 幸せよ、この指にとまれ               | 日本テレビ系『漱石の犬』2010年5月度エンディングテーマ                                          |
| 2010年 | 赤き空よ!                            | 三菱自動車「デリカD:5」（かけがえのない10年へ）篇 CMソング                                     |
| 2011年 | 新しい季節へキミと                   | 北海道文化放送『ドラマチック競馬』2011年度番組テーマソング                                     |
| 2011年 | ワインディングロード                 | 三菱自動車「デリカD:5」CMソング                                                                |
| 2012年 | パワー・イン・ザ・ワールド           | 映画『東京プレイボーイクラブ』エンディングテーマ                                               |
| 2012年 | ズレてる方がいい                     | 映画『のぼうの城』主題歌                                                                       |
| 2013年 | sweet memory                         | 映画『みなさん、さようなら』主題歌                                                             |
| 2013年 | さらば青春                           | 映画『みなさん、さようなら』挿入歌                                                             |
| 2014年 | Destiny                              | TBS系 月曜ミステリーシアター『ホワイト・ラボ〜警視庁特別科学捜査班〜』主題歌                   |
| 2016年 | RAINBOW                              | J SPORTS『SUPER GT 2016 SERIES』オープニングテーマ                                             |
| 2016年 | 夢を追う旅人                         | 明治「POWER! ひとくちの力 登坂絵莉選手篇」企業CMソング                                         |
| 2016年 | i am hungry                          | テレビ東京系ドラマ24『侠飯〜おとこめし〜』オープニングテーマ                                   |
| 2016年 | 悲しみの果て                         | フジテレビ 単発ドラマ『俺のセンセイ』主題歌                                                    |
| 2017年 | RAINBOW                              | J SPORTS『SUPER GT 2017 SERIES』オープニングテーマ                                             |
| 2017年 | 風と共に                             | NHK『みんなのうた』6月・7月度放送曲                                                            |
| 2017年 | 今を歌え                             | NHK BSプレミアム プレミアムドラマ『全力失踪』主題歌                                            |
| 2017年 | RESTART                              | フジテレビ系『FNS27時間テレビ にほんのれきし』時代劇ドラマ企画主題歌                           |
| 2018年 | Easy Go                              | テレビ東京系ドラマ25『宮本から君へ』主題歌                                                     |
| 2019年 | 俺たちの明日                         | TBS系日曜劇場『集団左遷!!』テーマソング                                                        |
| 2023年 | yes. I do                            | 映画『シャイロックの子供たち』主題歌                                                           |
| 2023年 | No more cry                          | 積水化学工業「積水化学グループのサステナビリティへの挑戦」CMソング                             |
| 2023年 | ココロのままに                       | 映画『愛にイナズマ』主題歌                                                                     |
| 2024年 | 今宵の月のように                     | 花王「メリット」CMソング                                                                       |

## 受賞歴
- 2018年
  - 『SPACE SHOWER MUSIC AWARDS 2018』 BEST RESPECT ARTIST[52]

## イベント

### ワンマンライブ・主催イベント
- 1987年 - 世紀末法の六苦経 “せいきまっぽうのろっくきょう” TOUR
- 1989年 - エレファントカシマシ SECRET LIVE 1989
- 1991年 - 日本武道館3000席
- 1992年 - 吉祥寺バウスシアター 5days
- 1995年 - QUATTRO MONTHLY LIVE "旅に出ようぜ"
- 1996年 - ツアー1996 "旅にでようぜ!"
- 1996年 - TOUR 1996 OH YEAH!〜ココロに花を〜 恒例! "夏の野音"
- 1997年 - TOUR 1997 明日に向かって走れ
- 1997年 - TOUR 1997 明日に向かって走れ “秋”
- 1998年 - エレファントカシマシ コンサート1998 日本武道館"風に吹かれて"
- 1998年 - エレファントカシマシ コンサート1998 "春"
- 1998年 - 恒例! 夏の野音'98
- 1998年 - エレファントカシマシ コンサート1998 "冬"
- 1999年 - エレファントカシマシ コンサート1999
- 1999年 - Standing Tour 1999
- 1999年 - 恒例! 夏の野音'99
- 1999年～2000年 - 激烈ROCK TOUR 1999→2000
- 2000年 - 超激烈ROCK TOUR
- 2000年 - エレファントカシマシ "日比谷野音2DAYS"
- 2000年 - コンサートツアー Rock! Rock! Rock!
- 2001年 - エレファントカシマシ "ZEPP TOUR 2001"
- 2001年 - 恒例!夏の野音2001
- 2001年 - エレファントカシマシ "LIVE HOUSE TOUR 2001"
- 2002年 - Life TOUR 2002
- 2002年 - エレファントカシマシ "LIVE HOUSE TOUR 2002"
- 2003年 - "BATTLE ON FRIDAY"
- 2003年 - "BATTLE IN KOBE"
- 2003年 - 俺の道ツアー
- 2004年 - 新春ライブ2004
- 2004年 - パワー・イン・ザ・ワールドTOUR
- 2004年 - "平成理想主義の旅"ツアーa
- 2005年 - シークレットライブ
- 2005年 - "すまねえ魂2005"
- 2006年 - 新春ライブ2006
- 2006年 - 全国ツアー "今をかきならせ"
- 2007年 - 新春ライブ2007
- 2007年 - デビュー20周年記念特別公演 "俺たちの明日"
- 2008年 - 新春ライブ2008
- 2008年 - コンサートツアー2008 "STARTING OVER"
- 2009年 - 桜の花舞い上がる武道館
- 2009年 - エレファントカシマシ コンサートツアー2009 "昇れる太陽"
- 2009年 - エレファントカシマシ presents "太陽と月の下の往来"
- 2010年 - 新春ライブ2010
- 2010年 - ZEPP TOUR 2010
- 2011年 - エレファントカシマシ CONCERT TOUR 2011 "悪魔のささやき〜そして、心に火を灯す旅〜"
- 2012年 - 新春ライブ2012
- 2012年 - エレファントカシマシ CONCERT TOUR 2012 "MASTERPIECE"
- 2013年 - エレカシ復活の野音
- 2014年 - エレファントカシマシ デビュー25周年記念 SPECIAL LIVE
- 2014年 - エレファントカシマシCONCERT TOUR 2014
- 2014年‐ 野音2014
- 2015年1月3日、4日‐ 新春日本武道館公演 2015
- 2015年‐ 野音2015
- 2015年‐RAINBOW TOUR 2015
- 2016年1月4日、5日‐ 新春ライブ2016（東京国際フォーラム ホールA）
- 2016年1月10日、11日‐ 新春ライブ2016（大阪 フェスティバルホール）
- 2016年9月17日、18日‐ 野音2016
- 2016年‐ TOUR 2016
- 2016年‐ 下北沢SHELTER（デビュー30周年記念完全招待制シューティングライブ）
- 2017年‐ 新春ライブ2017
- 2017年‐ デビュー30周年記念コンサート"さらにドーンと行くぜ！"
- 2017年‐ 30th ANNIVERSARY TOUR 2017 "THE FIGHTING MAN"
- 2018年‐ 新春ライブ2018
- 2018年‐ 30th ANNIVERSARY TOUR "THE FIGHTING MAN"final さいたまスーパーアリーナ
- 2018年‐ "THE FIGHTING MAN"special さいたまスーパーアリーナ
- 2018年‐ 野音2018（大阪、東京）
- 2018年‐ TOUR 2018 "WAKE UP!!"
- 2019年1月4日、5日‐ 新春ライブ2019（大阪 フェスティバルホール）
- 2019年1月16日、18日‐ 新春ライブ2019（日本武道館）
- 2019年7月6日、7日‐ 野音2019（東京）
- 2020年10月4日‐ 野音2020
- 2022年1月12日‐ 新春ライブ2022（日本武道館）
- 2022年9月25日‐ 野音2022（東京）
- 2023年3月-4月22日‐ ARENA TOUR "35th ANNIVERSARY TOUR 2023　YES. I. DO"

### イベント
- 1999年07月25日 - FM802 MEET THE WORLD BEAT 1999
- 1999年08月28日 - SETSTOCK'99
- 2000年08月12日 - ROCK IN JAPAN FESTIVAL 2000
- 2001年08月04日 - ARABAKI ROCK FEST.01 in Sendai Bay 08042001
- 2001年08月05日 - ROCK IN JAPAN FESTIVAL 2001
- 2002年08月11日 - ROCK IN JAPAN FESTIVAL 2002
- 2003年08月02日 - SUMMER SONIC 2003
- 2003年08月03日 - ROCK IN JAPAN FESTIVAL 2003
- 2003年08月23日 - 小岩井ロックフェスティバル
- 2003年08月24日 - MONSTER baSH 2003
- 2003年09月07日 - ARABAKI ROCK FEST.09072003
- 2003年12月31日 - COUNTDOWN JAPAN 03/04
- 2004年08月08日 - ROCK IN JAPAN FESTIVAL 2004
- 2004年11月13日 - JAPAN CIRCUIT-Vol.20-
- 2004年12月30日 - COUNTDOWN JAPAN 04/05
- 2005年04月29日 - ARABAKI ROCK FEST.04292005
- 2005年08月07日 - ROCK IN JAPAN FESTIVAL 2005
- 2005年09月08日 - KING BROTHERS presents "王様のあなたを血祭りにあげる百の方法"
- 2005年12月31日 - COUNTDOWN JAPAN 05/06
- 2006年08月04日 - ROCK IN JAPAN FESTIVAL 2006
- 2006年12月31日 - COUNTDOWN JAPAN 06/07 -WEST-
- 2007年01月01日 - COUNTDOWN JAPAN 06/07
- 2007年04月29日 - ARABAKI ROCK FEST.07
- 2007年08月04日 - ROCK IN JAPAN FESTIVAL 2007
- 2007年08月18日 - RISING SUN ROCK FESTIVAL 2007 in EZO
- 2007年12月29日 - COUNTDOWN JAPAN 07/08
- 2007年12月31日 - COUNTDOWN JAPAN 07/08 -WEST-
- 2008年04月27日 - ARABAKI ROCK FEST.08
- 2008年08月02日 - ROCK IN JAPAN FESTIVAL 2008
- 2008年08月23日 - SOCIETY OF THE CITIZENS vol.2
- 2008年08月24日 - MONSTER baSH 2008
- 2008年08月31日 - SPACE SHOWER SWEET LOVE SHOWER 2008
- 2008年09月06日 - 音楽と髭達 2008 -ONE-
- 2008年12月30日 - COUNTDOWN JAPAN 08/09
- 2008年12月31日 - COUNTDOWN JAPAN 08/09 -WEST-
- 2009年04月25日 - ARABAKI ROCK FEST.09
- 2009年07月25日 - FM802 MEET THE WORLD BEAT 2009
- 2009年07月25日 - SETSTOCK'09
- 2009年08月02日 - ROCK IN JAPAN FESTIVAL 2009
- 2009年08月07日、09日 - SUMMER SONIC 2009
- 2009年08月14日 - RISING SUN ROCK FESTIVAL 2009 in EZO
- 2009年08月23日 - MONSTER baSH 2009
- 2009年08月29日 - 音楽と髭達 2009 -Way-
- 2009年08月30日 - SPACE SHOWER SWEET LOVE SHOWER 2009
- 2009年12月31日 - COUNTDOWN JAPAN 09/10
- 2010年04月11日 - rockin'on presents JAPAN CIRCUIT -vol.48- WEST 〜山崎死闘編〜
- 2010年05月01日 - ARABAKI ROCK FEST.10
- 2010年05月16日 - JAPAN JAM 2010
- 2010年05月30日 - ROCKS TOKYO 2010
- 2010年07月19日 - ap bank fes '10
- 2010年07月23日 - MUSIC ON! TV presents GG10
- 2010年08月07日 - ROCK IN JAPAN FESTIVAL 2010
- 2010年08月14日 - RISING SUN ROCK FESTIVAL 2010 in EZO
- 2010年08月29日 - SPACE SHOWER SWEET LOVE SHOWER 2010 -15th ANNIVERSARY-
- 2010年12月30日 - FM802 ROCK FESTIVAL RADIO CRAZY 2010
- 2010年12月31日 - COUNTDOWN JAPAN 10/11
- 2011年01月29日 - FACTORY LIVE 0129
- 2011年05月05日 - JAPAN JAM 2011
- 2011年05月29日 - ROCKS TOKYO 2011
- 2011年08月07日 - ROCK IN JAPAN FESTIVAL 2011
- 2011年08月27日 - SPACE SHOWER SWEET LOVE SHOWER 2011
- 2011年08月28日 - ARABAKI ROCK FEST.11
- 2011年09月24日 - GG11 -GG 10th Anniversary-
- 2011年11月03日 - ぴあ 39th FAREWELL "39 -THANK YOU-" 〜車輪小僧の大回転〜
- 2011年12月30日 - FM802 ROCK FESTIVAL RADIO CRAZY 2011
- 2011年12月31日 - COUNTDOWN JAPAN 11/12
- 2012年03月18日 - GO!FES 2012
- 2012年04月29日 - ARABAKI ROCK FEST.12
- 2012年07月14日 - LIVE FACTORY 2012
- 2012年08月04日 - ROCK IN JAPAN FESTIVAL 2012
- 2012年08月11日 - RISING SUN ROCK FESTIVAL 2012 in EZO
- 2013年12月31日 - COUNTDOWN JAPAN 13/14
- 2014年04月26日 - ARABAKI ROCK FEST.14
- 2014年05月03日 - JAPAN JAM 2014
- 2014年05月04日 - VIVA LA ROCK
- 2014年05月18日 - RockDaze! 2014 Special ザ・クロマニヨンズ 対 エレファントカシマシ
- 2014年05月25日 - TOKYO METROPOLITAN ROCK FESTIVAL 2014
- 2014年08月10日 - ROCK IN JAPAN FESTIVAL 2014
- 2014年08月16日 - RISING SUN ROCK FESTIVAL 2014 in EZO
- 2014年08月29日 - SPACE SHOWER SWEET LOVE SHOWER 2014
- 2014年08月30日 - 音楽と髭達 2014 -Rock'n Roll Stadium-
- 2014年10月26日 - TOWER RECORDS 35th Anniversary Bowline 2014 curated by 10-FEET ＆ TOWER RECORDS
- 2014年12月12日 - 水戸ライトハウス（mito LIGHT HOUSE 25th anniversary 〜祝盃〜）
- 2014年12月16日 - 下北沢CLUB Que（Que20th記念 ONEMAN series [OPERATION UTAGE]）
- 2014年12月28日 - RADIO CRAZY 2014
- 2014年12月29日 - COUNTDOWN JAPAN 14/15
- 2015年7月11日 - LIVE FACTORY 2015
- 2015年7月26日 - NUMBER SHOT 2015
- 2015年8月1日 - ROCK IN JAPAN FESTIVAL2015
- 2015年8月2日 - オハラ☆ブレイク`15夏
- 2015年8月9日 - SOUND MARINA`15
- 2015年8月22日 - WILD BUNCH FEST.2015
- 2015年8月23日 - MONSTER baSH 2015
- 2015年8月30日 - SWEET LOVE SHOWER 2015 -20th ANNIVERSARY-
- 2015年11月15日 - BRAHMAN 20th Anniversary「尽未来際~尽未来祭~」
- 2015年11月16日 - Mr.Children「Zepp TOUR 2015」2マンLIVE
- 2015年12月17日 - RADIO CRAZY2015
- 2015年12月31日 - COUNTDOWN JAPAN  15/16
- 2016年4月3日 - FM COCOLO presents ROOTS66 -Naughty 50-
- 2016年4月30日 - ARABAKI ROCK FEST.16
- 2016年5月3日 - JAPAN JAM BEACH 2016
- 2016年7月23日 - Talking Rock! FES.2016
- 2016年８月7日 - ROCK IN JAPAN FESTIVAL2016
- 2016年8月12日 - RISING SUN ROCK FESTIVAL 2016 EZO
- 2016年8月21日 - WILD BUNCH FEST.2016
- 2016年8月27日 - 音楽と髭達2016 -C'mon OTOHIGE-
- 2016年10月23日 - テレビ朝日ドリームフェスティバル2016
- 2016年12月31日 - COUNTDOWN JAPAN 16/17
- 2017年7月28日 - Reborn-Art Festival 2017 × ap bank fes
- 2017年8月5日 - オハラ☆ブレイク'17夏
- 2017年8月6日 - rockin’on presents ROCK IN JAPAN FESTIVAL 2017
- 2017年8月19日 - SUMMER SONIC 2017 東京
- 2017年8月20日 - SUMMER SONIC 2017 大阪
- 2017年8月25日 - SPACE SHOWER SWEET LOVE SHOWER 2017
- 2017年12月28日 - FM802 ROCK FESTIVAL RADIO CRAZY 2017
- 2017年12月29日 - rockin'on presents COUNTDOWN JAPAN 17/18
- 2018年4月29日 - ARABAKI ROCK FEST.18
- 2018年5月5日 - VIVA LA ROCK 2018
- 2018年5月6日 - rockin'on presents JAPAN JAM 2018
- 2018年5月19日 - OSAKA METROPOLITAN ROCK FESTIVAL 2018
- 2018年5月26日 - TOKYO METROPOLITAN ROCK FESTIVAL 2018
- 2018年7月22日 - NUMBER SHOT 2018
- 2018年7月27日 - FUJI ROCK FESTIVAL'18
- 2018年8月4日 - ROCK IN JAPAN FESTIVAL 2018
- 2018年8月5日 - ジャイガ -OSAKA MAISHIMA ROCK FES 2018
- 2018年8月11日 - RISING SUN ROCK FESTIVAL 2018 in EZO
- 2018年8月19日 - MONSTER baSH 2018
- 2018年8月25日 - 音楽と髭達2018 -ONE STORY-
- 2018年9月2日 - SPACE SHOWER SWEET LOVE SHOWER 2018
- 2019年6月1日 - FM802 30TH PARTY SPECIAL LIVE RADIO MAGIC
- 2019年8月12日 - ROCK IN JAPAN FESTIVAL 2019
- 2023年4月30日 - ARABAKI ROCK FEST.23
- 2023年5月3日 - JAPAN JAM 2023
- 2023年8月5日- ROCK IN JAPAN FESTIVAL 2023
- 2023年8月11日-RISING SUN ROCK FESTIVAL 2023 in EZO
- 2024年9月15日-ROCK IN JAPAN FESTIVAL 2024 in HITACHINAKA

## 出演

### NHK紅白歌合戦出場歴
| 年度   | 放送回 | 回 | 曲目             | 備考 |
| ------ | ------ | -- | ---------------- | ---- |
| 2017年 | 第68回 | 初 | 今宵の月のように |      |
| 2023年 | 第74回 | 2  | 俺たちの明日     |      |